# 留岡清男
留岡 清男（とめおか きよお、1898年9月16日 - 1977年2月3日）は、日本の教育者・教育学者。専攻は価値心理学、教育科学・生活教育論。

## 生涯
東京府北豊島郡巣鴨村（現・豊島区）出身。旧制早稲田中学校を経て1920年6月、第二高等学校卒業。東京帝国大学法学部に入学し、翌年文学部に転部、1923年3月、東京帝国大学文学部心理学科卒業。
1923年4月、東京農業大学予科大学部講師（英語等担当）。1925年3月、東京農業大学予科大学部教授。1926年から法政大学講師、武蔵高等学校講師を兼務。1929年法政大学児童研究所設立に参画。1929年病気に伏した留岡幸助に代わり、教職を辞して北海道遠軽の家庭学校社名渕分校教頭に就き教護事業を継ぐ。1931年10月より公刊された岩波講座『教育科学』の附録雑誌『教育』の発行に1933年8月まで協力。
1933年の間に家庭学校社名渕分校を退職し、城戸幡太郎に招かれて法政大学非常勤講師（児童保護担当）就任。また、岩波講座『教育科学』の附録雑誌『教育』発行終了後には、新たに同名で発刊した雑誌『教育』の編集委員を務めた。この頃、小金井治療教育所の維持員となり経営に参加。1936年10月、保育問題研究会を設立。1937年5月、教育科学研究会の設立に当たっては、幹事長に就任。1937年の東北、北海道の冷害を城戸と視察。「生活綴方」批判を述べ、論議を呼ぶ。同年10月、『保育問題研究』を創刊する。1940年4月、法政大学文学部教授（心理学担当）。同年、大政翼賛会青年部副部長に就任。その後、地方部副部長に転じたのち翼賛会を辞職。1943年、日本出版文化協会理事に就任。1944年6月、治安維持法違反容疑で拘束される（教科研事件）。1945年4月、起訴猶予処分にて釈放。1946年、公職追放処分を受ける（1952年に解除）。
1947年、日本教育組合連盟理事長、財団法人北方民生協会理事長に就任。1952年4月、北海道家庭学校4代校長に就く。北海道大学教育学部教授（社会教育論担当）。1959年4月、北海道大学産業教育計画研究施設の初代施設長に就任。1962年3月、北海道大学停年退官。1962年4月、北星学園大学文学部教授（社会学・教育学担当）。1968年3月、北星学園大学定年退職。
1968年4月、北海道栄養短期大学幼児教育学科教授（幼児教育論担当）。1969年3月、高齢を理由に北海道家庭学校長を勇退。1971年4月、北星学園女子短期大学学長・学校法人北星学園理事に就く（1972年12月まで）。1974年4月、旭川大学経済学部教授（教育学担当）。1977年2月3日、札幌医科大学附属病院にて教授在職のまま胃がんのため逝去。
1977年2月10日、北海道家庭学校にて学校葬が営まれた。1978年9月24日、北海道家庭学校の構内に留岡清男記念碑が建立される。墓所は多磨霊園。

## 家族
- 父に留岡幸助、兄に留岡幸男がいる。

## 著書
- 『生活教育論』西村書店　1940年
- 『国民運動と国民教育者』同盟通信社　1942年
- 『村づくりと人』国土社　1950年
- 『教育計画』三井透編　分担執筆　国土社　1957年
- 『教育農場　五十年』岩波書店　1964年
- 『生活教育論』日本図書センター　1990年

## 論文
- 「ナトルプの観たるリップス」『心理研究』第27巻 (通巻158号) (1925)
- 「城戸幡太郎・心理学の問題」『心理学研究』第1巻6輯 (1926)
- 「『疑惑』の実験的考察」『心理学研究』第3巻3輯 (1928)
- 三井透と共著「知覚の表現的構造について 其の一」『心理学研究』第4巻4輯 (1929)
- 「感化事業」『岩波講座教育科学・第10冊』岩波書店 (1932)
- 「農村教育運動」『岩波講座教育科学・第20冊』岩波書店 (1932)
- 「教育風土記 長野県の巻 (その3) - (その5)」『教育』第1巻3号 - 5号 (1933)
- 「教育風土記 新潟県の巻 (その3) - (その5)」『教育』第1巻8号 (1933) - 第2巻2号 (1934)
- 「教育風土記 愛知県の巻 (その1) - (その3)」『教育』第2巻10号 - 12号 (1934)
- 篠目あや子と共著「習性変容の予備実験」『心理学研究』第1巻10輯 (1935)
- 「阿部重孝論」『教育』第4巻1号 (1935)
- 「教育における目的と手段との混雑について」『生活学校』第4巻2号 (1938)
- 「最小限必要の思考原則」『教育科学研究』第1巻1号 (1939)
- 「教育科学研究会の動き」『教育科学研究』第1巻2号 (1939)
- 「教育巡礼記——山形・秋田の教育―」『教育科学研究』第1巻3号 (1939)
- 「北海道教育と酪農文化 - 北海道教育の問題点について」『北海道教育評論』昭和15年1月号 (1940)
- 「教育の危機」『教育科学研究』第2巻3号 (1940)
- 「教育科学研究会の五大目標」『教育科学研究』第2巻4号 (1940)
- 「岩手教育紀行」『教育科学研究』第2巻4号 (1940)
- 「教育科学研究会の使命と現状」『北海道教育評論』昭和15年4月号 (1940)
- 「第二回全国教・研・協議会の使命は何か」『教育科学研究』第2巻7号 (1940)
- 「新体制と政治教育」『教育科学研究』第2巻8号 (1940)
- 「生活教育の理念」『北海道教育評論』昭和15年9月号 (1940)
- 「国民教育論者の痛憤」『中央公論』昭和15年10月号 (1940)
- 「教育新体制と教育者の任務」『教育科学研究』第2巻10号 (1940)
- 「教・科・研会員諸賢に愬ふ」『教育科学研究』第3巻2号 (1941)
- 「北海道教育風土記 (1) - (13) 」『北海道教育評論』1955年2月号 - 1958年1月号
- 「教育における計画化の概念」三井透編『教育計画』国土社 (1956)
- 「跋・生活教育の診断と処方箋」籠山京編『生活教育』国土社 (1956)
- 「文化財利用者の組織」『北海道視聴覚教育』第2号 (1953.7.)
- 「教育診断班の提唱」『北海道視聴覚教育』第3号 (1953.8.)
- 「卵映画会のことども」『北海道視聴覚教育』第12号 (1954)
- 「本誌の発行とその展開」『北海道視聴覚教育』第16号 (1954)
- 「北海道教育の前進のために」『新しい教材 (北海道視聴覚教育改題)』創刊号・通巻17号 (1955)
- 「根室の A・V・E 」『新しい教材』通巻21号 (1955)
- 「ユネスコの視聴覚教育の実験報告」『新しい教材』通巻28号 (1956)
- 「奮発心はどうしたら起きるか (1) - (4)」『北海道教育評論』第15巻3号 - 8号 (1962)